# Guaranteed (Eddie Vedder)
"Guaranteed" is een nummer van de Amerikaanse artiest Eddie Vedder. Het is het elfde en laatste nummer op de soundtrack van de film Into the Wild uit 2007.

## Achtergrond
"Guaranteed" is geschreven door Vedder en geproduceerd door Vedder en Adam Kasper. Net zoals alle andere nummers op de soundtrack is het nummer gebaseerd op het verhaal van Christopher McCandless, de hoofdpersoon van de film. In 1990 besloot McCandless door de Verenigde Staten te reizen. In 1992 kwam hij aan in Alaska, waar hij alleen in de wildernis met weinig eten en uitrusting hoopte te leven. Bijna vijf maanden later stierf hij van de honger. Sean Penn, regisseur van Into the Wild, zei dat, toen hij het nummer hoorde, hij "voelde dat dit zeker de muzikale stem is van het personage van Emile Hirsch". Volgens Vedder is een couplet van het nummer geschreven voor de zus van McCandless.
Op de soundtrack Into the Wild gaat "Guaranteed" over in een hidden track, waarin de melodie van het nummer geneuried wordt door Vedder. Deze versie, die vooraf wordt gegaan door twee minuten stilte, kreeg de subtitel "Humming Vocal" mee. Vedder ontving een Golden Globe Award in 2007 in de categorie "Best Original Song" voor het nummer. Tijdens de Grammy Awards in 2008 werd het genomineerd in de categorie Best Song Written for Visual Media. Ook ontving het in 2008 nominaties voor de Critics' Choice Awards en de World Soundtrack Awards.

## Peter R. de Vries
Nederlands misdaadverslaggever Peter R. de Vries heeft de openingszin van "Guaranteed", On bended knee is no way to be free, op zijn kuit laten tatoeëren. De zin valt te herleiden naar een uitspraak van Mexicaans revolutionair Emiliano Zapata. Na de fatale aanslag op zijn leven kreeg dit extra aandacht als levensmotto van de Vries.

## NPO Radio 2 Top 2000
| Nummer met noteringen in de NPO Radio 2 Top 2000 | '20  | '21 | '22 | '23 | '24 |
| ------------------------------------------------ | ---- | --- | --- | --- | --- |
| Guaranteed                                       | 1548 | 227 | 571 | 690 | 810 |

1. ↑  Een vetgedrukt getal geeft de hoogste notering aan.
2. ↑  2020 was het eerste jaar met een notering voor dit nummer.